# Christuskirche (Oberhausen)

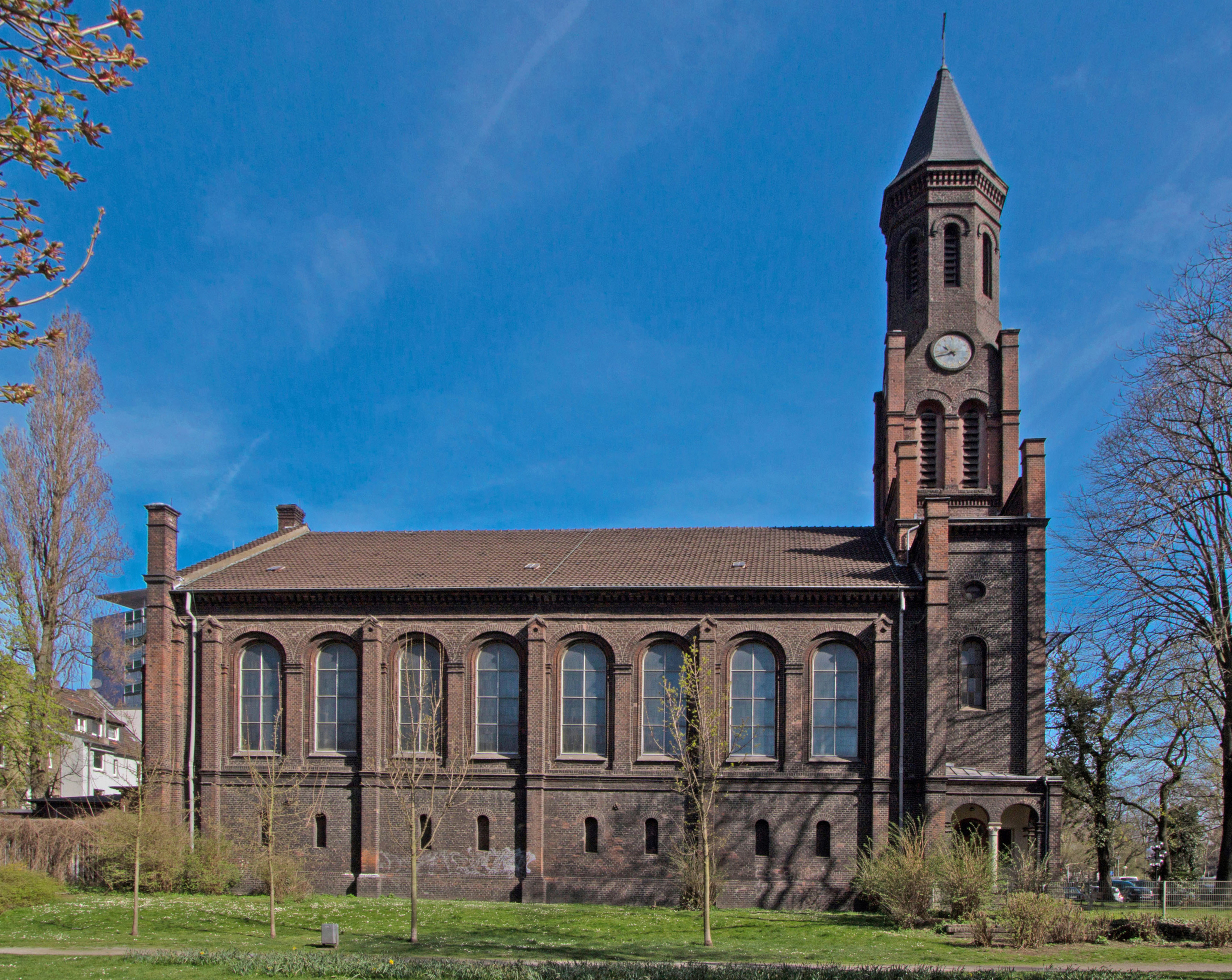
Ev. Christuskirche in Alt-Oberhausen, erbaut von Max Nohl 1864

Die evangelische Christuskirche in der Nohlstraße 7, 46045 Oberhausen wurde 1864 erbaut und zählt somit zu den ältesten Gebäuden im Oberhausener Stadtbezirk Alt-Oberhausen. Sie ist zugleich das älteste Kirchengebäude der evangelischen Kirche in Alt-Oberhausen.

## Geschichte
Da das heutige südliche Stadtgebiet Oberhausens in der Frühen Neuzeit großenteils zum Reichsstift Essen gehörte, wohnten dort bis zum Beginn der Industrialisierung nur wenige Evangelische. Bereits 1853, neun Jahre vor Gründung der Bürgermeisterei Oberhausen, wurden erste evangelische Gottesdienste im Wohnhaus Rubbert an der Mülheimer Chaussee gefeiert. Am 12. Juni 1854 trat Adolf Feld sein Amt als erster evangelischer Lehrer an. Ab dem 10. November 1857 stand ein erstes Schulgebäude an der heutigen Nohlstraße zur Verfügung. Dieses Gebäude, die heutige Adolf-Feld-Schule, hatte einen auf dem Giebel aufgesetzten kleinen Glockenturm aus Backstein. Werktags rief die Glocke zum Unterricht, sonntags zum Gottesdienst. Da die Bevölkerung in der Lipper Heide infolge von Kohlenbergbau (Zeche Concordia), Eisenbahnbau (Stammstrecke der Köln-Mindener Eisenbahn-Gesellschaft) und Industrialisierung rasant anwuchs, wurde das Schulgebäude als Gottesdienststätte bald zu klein und der Bau einer Kirche nötig. Für diesen Bau setzte sich insbesondere August Koenigs ein, der 1859 vom provisorischen Kirchenvorstand zum ersten evangelischen Pfarrer in (Alt-)Oberhausen gewählt worden war. Ihm gelang es, durch Kollektenreisen in die Niederlande und durch finanzielle Unterstützung des Gustav-Adolph-Vereins zu Mülheim an der Ruhr, einem Zweigverein der Gustav-Adolf-Stiftung, die erforderlichen Gelder aufzutreiben. Noch vor Fertigstellung der Kirche erlangte die evangelische Kirchengemeinde von (Alt-)Oberhausen am 3. März 1864 ihre Selbstständigkeit. Zu dieser Zeit umfasste diese Gemeinde rund 2000 Seelen. Die Gemeindegliederzahl wuchs schnell an, so dass später Kirchengemeinden ausgegliedert wurden. Zum 1. Januar 2023 schloss sich die Christus-Kirchengemeinde mit der Luther- und der Markus-Kirchengemeinde zur Sophien-Kirchengemeinde zusammen, die zum Kirchenkreis Oberhausen der Evangelischen Kirche im Rheinland gehört.

## Architektur
Die Pläne für den Bau der Kirche stammen vom Kölner Architekten und Königlichen Baumeister Maximilian Nohl, dessen Werk durch die Berliner Bauakademie, die Schinkelschule und insbesondere durch Friedrich August Stüler geprägt ist. Die Christuskirche in Oberhausen ist die einzige Kirche, die nach seinen Plänen und Kostenvoranschlägen gebaut wurde. Seine Erstentwürfe waren der Königlichen Regierung in Düsseldorf und dem Königlichen Konsistorium in Koblenz zu kühn und mussten abgeändert werden. Kurz nach der Grundsteinlegung (28. Mai 1863) verstarb Nohl am 9. Juni 1863. Der Kirchenbau mit klassizistischen und neoromanischen Zügen wurde am 4. August 1864 unter Leitung des Architekten und Essener Kreisbaumeisters August Kind (1824–1904) fertiggestellt. Unter Einsatz neogotischer, neoromanischer und klassizistischer Elemente im Rundbogenstil errichtet war der Kirchenbau durch die Verwendung von Backstein und umfangreichen Eisenkonstruktionen charakterisiert.

## Ausstattung
Im Jahr 1874 wurden in das Kirchenschiff die Emporen eingebaut. 1924 und 1937 wurden Apsis und Sakristeiraum umgestaltet. Infolge eines Bombenangriffes am Ostermontag des Jahres 1943 brannte die Kirche vollständig aus. Witterungsschäden setzten der Kirchenruine in der Nachkriegszeit zu. In den Jahren 1950 und 1951 wurde die Kirche wieder aufgebaut. Die für Entwurf und ursprüngliches Erscheinungsbild der Kirche signifikanten Spitzen der neogotisch inspirierten Fialen auf den Gebäude- und Turmecken wurden dabei entfernt bzw. nicht wieder hergestellt. Im Innern der Kirche verzichtete man auf die Wiederherstellung der Seitenemporen. Die ehemaligen Holzpfeiler wurden durch Stahlbetonsäulen ersetzt. Der Kirchenraum erhielt eine Stahlbetondecke, die mit einer Kassettierung unterlegt wurde. Der beim Wiederaufbau verkürzte pyramidale Helm aus Schiefer, der auf dem oktogonalen Obergeschoss des Backsteinturms der Kirche aufsetzt, erreicht eine Höhe von 36,5 Metern.
Die mit Motiven des Alten und Neuen Testaments gestalteten Chorfenster der Apsis schuf der niederländische Glasmaler Henk Schilling, der Sohn des Glasmalers Henk Schilling d. Ä. (1893–1942). Diese Fenster stammen aus dem Jahr 1959, in dem von dem Oberhausener Architekten Heinrich Feuge (* 1929) eine weitere, die bis heute den Innenraum im Geist der 1950er Jahre prägende Umgestaltung der Kirche vorgenommen wurde. Die Fenster stellen das letzte in konkretisierender Bildsprache angelegte Kunstwerk ihres Schöpfers dar und stehen unter folgenden Bibelthemen:
- Die Vertreibung aus dem Paradies (1. Buch Mose, 3)
- Die Taube als Zeichen des neuen Bundes (1. Buch Mose, 8, und 2. Buch Mose, 32)
- Christus als Gotteslamm in der Mitte der Zeit (Jesaja, 53, und 1. Brief des Petrus, 1)
- Die Taube als Zeichen des Heiligen Geistes (Apostelgeschichte, 2, und Offenbarung, 8 und 9)
- Die Hoffnung und das Paradies (Offenbarung, 12 und 13 sowie 21 und 22)

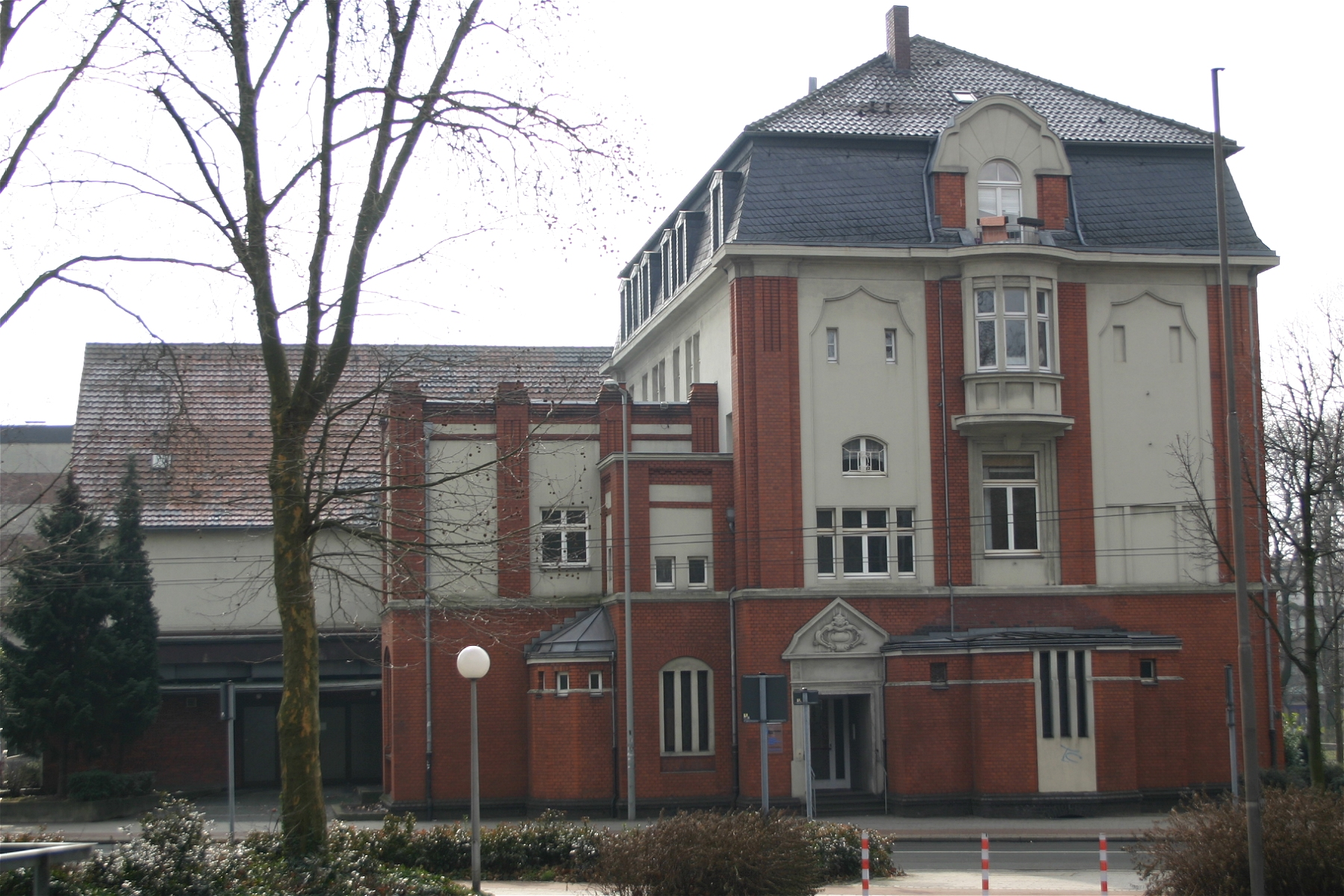
Gemeindehaus in der Nohlstraße

Die Kirche und das zugehörige Gemeindehaus in der Nohlstraße 2–4 sind als Objekt Nr. 25 und 26 in die Denkmalliste der Stadt Oberhausen eingetragen.

## Orgel

### Überblick

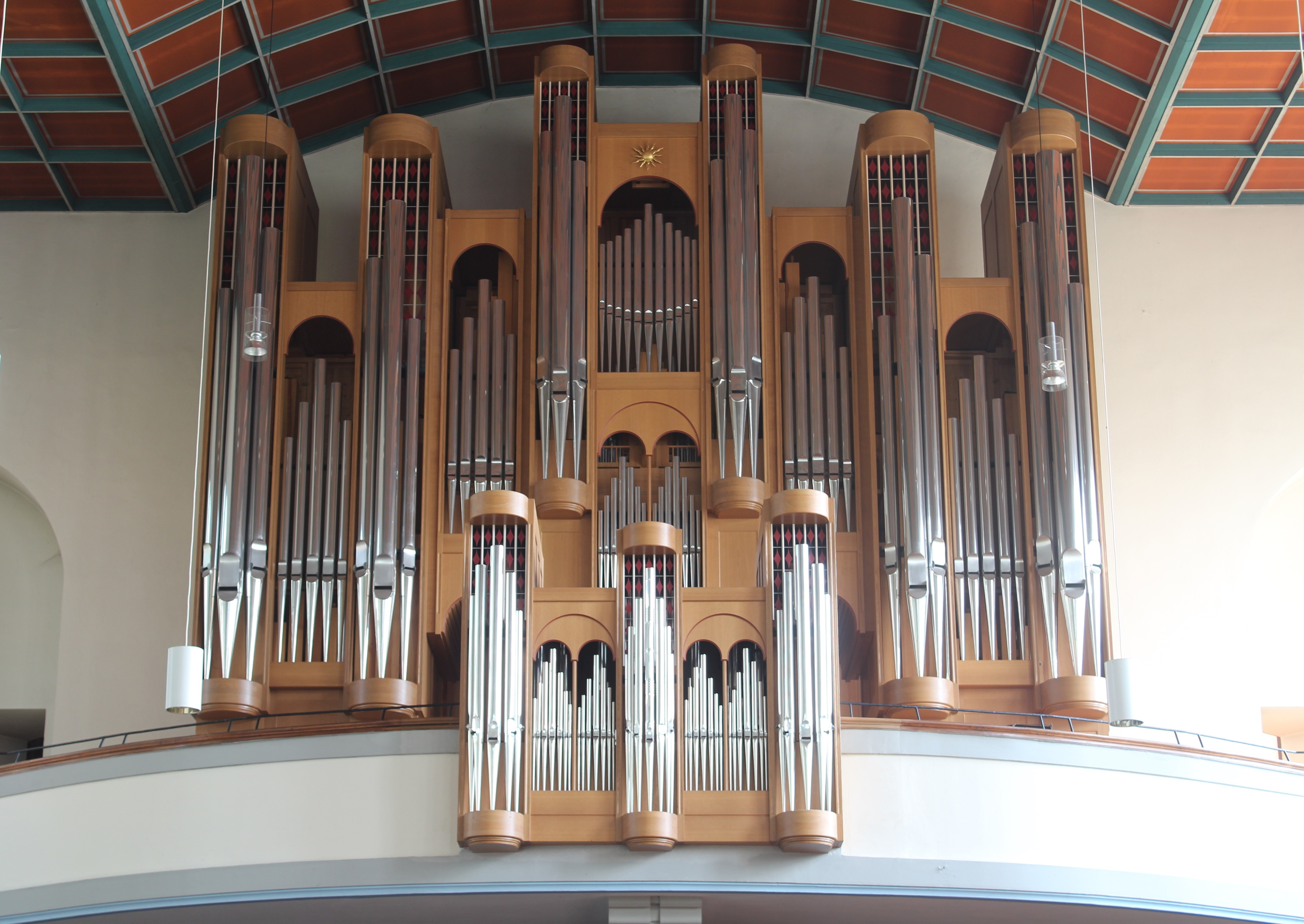
Prospekt mit Rückpositiv der Hey-Orgel

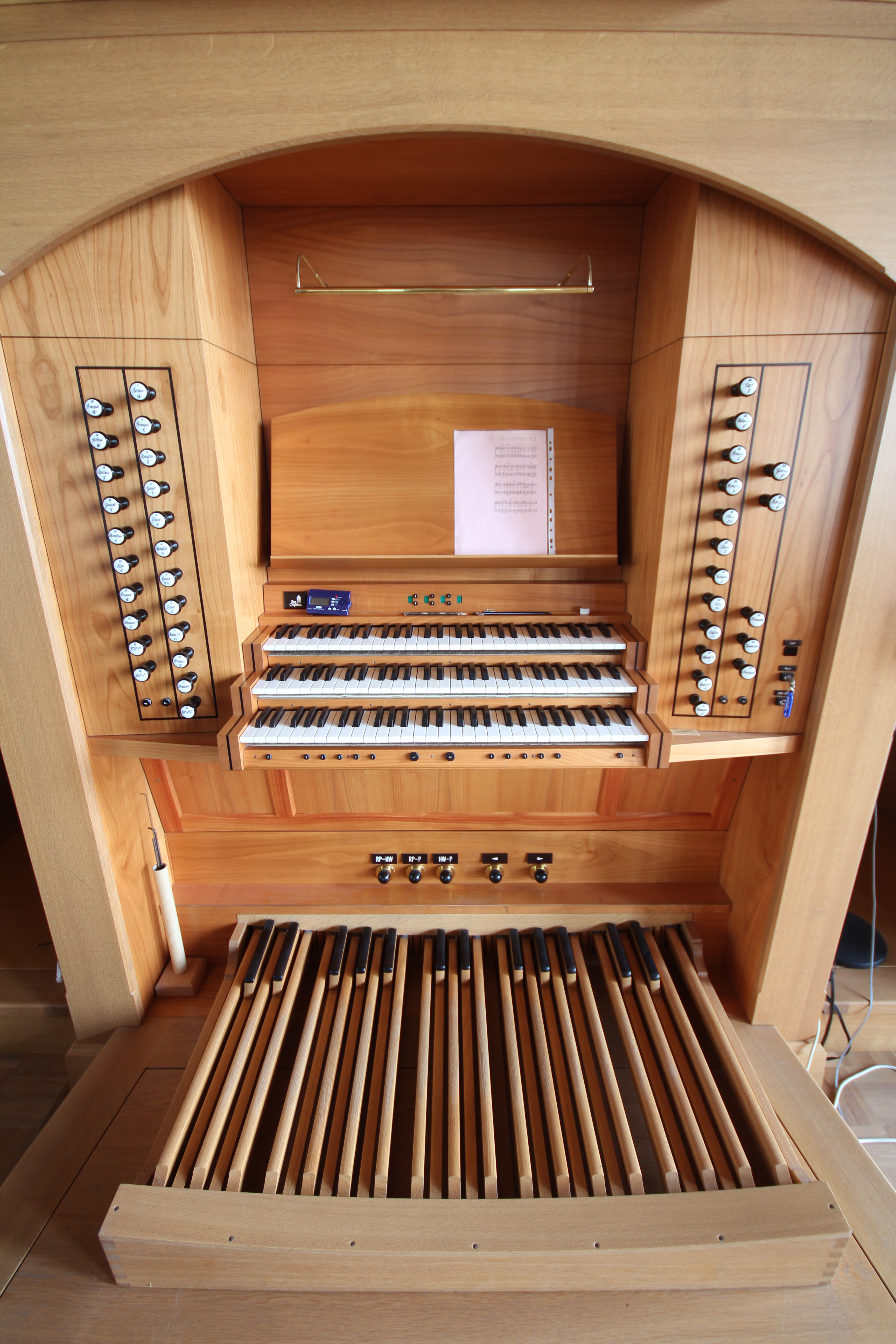
Spieltisch der Hey-Orgel

Die erste Orgel wurde 1876 von der Beyenburger Firma Ibach geliefert, sie verfügte über 21 Registern auf zwei Manualen und Pedal. Die ursprünglich mechanischen Trakturen wurden bei einem Umbau der Orgel im Jahr 1908 durch Paul Faust durch pneumatische ersetzt, dabei wurde die Anzahl der Register auf 30 erhöht. Das Instrument wurde zerstört, als die Kirche am Ostermontag 1943 ausbrannte. Unmittelbar nach dem Wiederaufbau der Kirche lieferte die Aachener Firma Georg Stahlhuth & Sohn im Jahr 1951 eine neue Orgel 40 Registern auf drei Manualen und Pedal. Die Trakturen des unter anderem mit einem Rückpositiv ausgestatteten Instruments waren elektropneumatisch ausgeführt. Die heutige Hey-Orgel mit 32 klingenden Registern auf drei Manualen und Pedal wurde 2001 installiert. Ihr Klangbild orientiert sich an Orgeln der späten Bach-Zeit, weshalb auch eine historische Temperierung gelegt wurde. Die Ausrichtung an einer spätbarocken Klanggestaltung bringt zugleich eine Öffnung für bereits etwas grundtönigere Klangfarben mit, was sich im Vorhandensein der Streicherregister Salicional und Gambe äußert. Das Echowerk, das räumlich quasi als Brustwerk oberhalb des Spieltischs eingerichtet wurde, nimmt neben der Darstellung von Echo-Stellen im Literaturspiel oder der Improvisation noch die Funktion eines Continuo-Werks zur Begleitung von auf der Empore platzierten Solisten oder eines Chores wahr.

### Disposition
Die Disposition, deren Wiedergabe der Schreibweise am Spieltisch folgt, lautet:
| I Rückpositiv C–g3 |        |
| Copel              | 8′     |
| Salicional         | 8′     |
| Principal          | 4′     |
| Holzflöte          | 4′     |
| Nasat              | 2 ⁄3′  |
| Octave             | 2′     |
| Waldflöte          | 2′     |
| Terz               | 1 3⁄5′ |
| Sifflöte           | 1 ⁄3′  |
| Scharff III        | 1′     |
| Dulcian            | 8′     |
| Krummhorn          | 8′     |
| Tremulant          |        |
| Cymbelstern        |        |
| Nachtigall         |        |

| II Hauptwerk C–g3 |       |
| Bordun            | 16′   |
| Principal         | 8′    |
| Rohrflöte         | 8′    |
| Gambe             | 8′    |
| Octave            | 4′    |
| Spitzflöte        | 4′    |
| Quinte            | 2 ⁄3′ |
| Octave            | 2′    |
| Mixtur IV         | 1 ⁄3′ |
| Trompete          | 8′    |
| Tremulant         |       |

| III Echowerk C–g3 |    |
| Gedeckt           | 8′ |
| Rohrflöte         | 4′ |

| Pedal C–f1 |     |
| Principal  | 16′ |
| Subbass    | 16′ |
| Octavbass  | 8′  |
| Gedackt    | 8′  |
| Choralbass | 4′  |
| Flöte      | 4′  |
| Posaune    | 16′ |
| Trompete   | 8′  |

- Koppeln: I/II, I/P, II/P
- Setzeranlage mit 4.000 Kombinationen

### Technische Daten
- Traktur:
  - Tontraktur: mechanisch
  - Registertraktur: elektrisch
- Windversorgung:
  - Winddrücke: 60 mmWS für das Echowerk, 70 mmWS für das Rückpositiv, 75 mmWS für das Hauptwerk, 85 mmWS für das Pedal
- Stimmung: 
  - Höhe a1= 440 Hz bei 18 °Celsius
  - Kirnberger III (leicht modifiziert)